# Chiesa di Santa Maria la Nova (Sant'Elia Fiumerapido)
La chiesa di Santa Maria la Nova è la parrocchiale di Sant'Elia Fiumerapido, in provincia di Frosinone e diocesi di Sora-Cassino-Aquino-Pontecorvo; fa parte della zona pastorale di Cervaro.

## Storia
La primitiva cappella fu edificata in stile romanico nel 1250 per interessamento di pre' Leonardo Infante; inizialmente filiale della chiesa di San Biagio, in un secondo momento, cresciuta d'importanza, venne eretta a parrocchiale.
L'edificio fu interessato da un intervento di ampliamento nel Settecento, in occasione del quale venne dotato di numerose suppellettili precedentemente collocate nella già citata chiesa di San Biagio.
La parrocchiale fu risparmiata dalle devastazioni della Seconda Guerra Mondiale, tanto che poté ospitare dopo la distruzione dell'abbazia di Montecassino l'abate Gregorio Diamare, deceduto proprio a Sant'Elia nel 1945.

## Descrizione

### Esterno
La facciata a salienti della chiesa, rivolta a nordovest, è composta verticalmente da tre corpi: quello centrale è caratterizzato dal portale d'ingresso e da una finestra, mentre le due ali laterali presentano ciascuna un oculo.
Annesso alla parrocchiale è il campanile a base quadrata, la cui cella presenta su ogni lato una monofora.

### Interno
L'interno dell'edificio è suddiviso da pilastri sorreggenti archi a tutto sesto in tre navate, la maggiore delle quali consta di quattro campate; al termine dell'aula si sviluppa il presbiterio.
Qui sono conservate diverse opere di pregio, tra le quali i quadretti dei Misteri del Rosario, risalenti al XVII secolo, la tela con soggetto la Sacra Famiglia in Egitto, dipinta nel XVIII secolo, l'altare minore delle Anime del Purgatorio, costruito nel 1714, l'altorilievo quattrocentesco ritraente la Passione di Cristo, gli affreschi che rappresentano l'Annunciazione, la Visitazione e la Natività, eseguiti nel 1908 da Enrico Risi, e la pala raffigurante la Madonna col Bambino assieme alle anime del Purgatorio.